# William Buford
Pour les articles homonymes, voir Buford.
William Buford, né le 10 janvier 1990 à Toledo, Ohio, est un joueur américain de basket-ball. Il évolue au poste d'arrière.

## Biographie
Le 27 août 2012, il signe son premier contrat professionnel en Espagne au Rio Natura Monbus Obradoiro.
Le 1er novembre 2013, Buford est sélectionné par l'Energy de l'Iowa à la 11e position, au premier tour de la draft 2013 de la D-League. Le 5 novembre, il est transféré aux Warriors de Santa Cruz. Le 20 février 2014, il est désactivé de l'effectif des Warriors. Trois jours plus tard, il est réactivé. Le 7 mars 2014, il est transféré au Charge de Canton.
Le 30 octobre 2014, il retourne chez le Charge de Canton. Le 16 décembre 2014, il est coupé par le Charge de Canton. Le 6 janvier 2015, il est signé par les Legends du Texas en D-League.
Le 18 juillet 2015, il signe en Allemagne au Walter Tigers Tübingen.
Le 11 juin 2016, il signe en France au Limoges CSP,. Buford se blesse à la cheville lors d'un match face à ASVEL Lyon-Villeurbanne et ne joue plus de la saison.
le 11 juillet 2017 , William Buford reste en France et s'engager au BCM Gravelines Dunkerque pour une saison. Le 7 décembre 2017, après neuf matches avec l'équipe nordiste, il est libéré de son contrat et remplacé par Christapher Johnson. Le 19 février 2018, il signe en Allemagne, au BG 74 Göttingen.
Le 2 janvier 2019, alors sans club depuis le début de la saison 2018-2019, il signe en Grèce au GC Lavrio (en).

## Statistiques

### Universitaires
Les statistiques en matchs universitaires de William Buford sont les suivantes :
| Saison    | Équipe     | Matchs | Titul. | Min./m | % Tir | % 3pts | % LF | Rbds/m. | Pass/m. | Int/m. | Ctr/m. | Pts/m. |
| --------- | ---------- | ------ | ------ | ------ | ----- | ------ | ---- | ------- | ------- | ------ | ------ | ------ |
| 2008-2009 | Ohio State | 33     | 25     | 29,4   | 44,8  | 36,1   | 86,5 | 3,70    | 1,06    | 0,85   | 0,36   | 11,27  |
| 2009-2010 | Ohio State | 37     | 36     | 34,4   | 43,7  | 38,3   | 75,4 | 5,62    | 3,14    | 1,11   | 0,27   | 14,38  |
| 2010-2011 | Ohio State | 36     | 36     | 32,4   | 54,2  | 44,2   | 84,3 | 3,92    | 2,94    | 0,81   | 0,31   | 14,44  |
| 2011-2012 | Ohio State | 39     | 39     | 33,8   | 41,9  | 35,8   | 83,2 | 4,97    | 2,67    | 0,85   | 0,23   | 14,51  |
| Total     |            | 145    | 136    | 32,6   | 44,0  | 38,5   | 81,3 | 4,59    | 2,49    | 0,90   | 0,29   | 13,72  |

### Professionnelles

#### En D-League

##### Saison régulière
| Saison    | Équipe     | Matchs | Titul. | Min./m | % Tir | % 3pts | % LF | Rbds/m. | Pass/m. | Int/m. | Ctr/m. | Pts/m. |
| --------- | ---------- | ------ | ------ | ------ | ----- | ------ | ---- | ------- | ------- | ------ | ------ | ------ |
| 2013-2014 | Santa Cruz | 32     | 1      | 22,1   | 41,0  | 33,3   | 75,5 | 3,31    | 1,41    | 0,66   | 0,09   | 9,12   |
| 2013-2014 | Canton     | 10     | 1      | 21,5   | 40,0  | 38,9   | 66,7 | 3,50    | 1,50    | 0,30   | 0,00   | 7,50   |
| 2014-2015 | Canton     | 11     | 1      | 15,1   | 47,3  | 52,9   | 88,9 | 2,55    | 0,82    | 0,27   | 0,27   | 6,27   |
| 2014-2015 | Texas      | 25     | 9      | 24,4   | 47,0  | 38,2   | 66,7 | 3,52    | 1,16    | 0,92   | 0,12   | 8,40   |
| Total     |            | 78     | 12     | 21,8   | 43,3  | 37,7   | 73,9 | 3,29    | 1,26    | 0,64   | 0,12   | 8,28   |

##### Playoffs
| Saison    | Équipe     | Matchs | Titul. | Min./m | % Tir | % 3pts | % LF | Rbds/m. | Pass/m. | Int/m. | Ctr/m. | Pts/m. |
| --------- | ---------- | ------ | ------ | ------ | ----- | ------ | ---- | ------- | ------- | ------ | ------ | ------ |
| 2013-2014 | Santa Cruz | 1      | 0      | 16,0   | 28,6  | 100,0  | 50,0 | 5,00    | 0,00    | 0,00   | 0,00   | 6,00   |
| Total     |            | 1      | 0      | 16,0   | 28,6  | 100,0  | 50,0 | 5,00    | 0,00    | 0,00   | 0,00   | 6,00   |

#### En Europe
| Saison    | Équipe                            | Matchs | Titul. | Min./m | % Tir | % 3pts | % LF | Rbds/m. | Pass/m. | Int/m. | Ctr/m. | Pts/m. |
| --------- | --------------------------------- | ------ | ------ | ------ | ----- | ------ | ---- | ------- | ------- | ------ | ------ | ------ |
| 2012-2013 | Rio Natura Monbus Obradoiro (ACB) | 31     | 8      | 14,2   | 30,1  | 24,5   | 81,2 | 1,45    | 0,48    | 0,55   | 0,03   | 3,48   |
| 2015-2016 | Walter Tigers Tübingen (BBL)      | 31     | 24     | 28,3   | 44,9  | 33,3   | 83,6 | 4,84    | 1,71    | 0,81   | 0,13   | 13,55  |
| 2016-2017 | Limoges CSP (PROA)                | 32     | 26     | 31.9   | 42.2  | 32.5   | 80.9 | 4.6     | 2.9     | 0.0    | 0.0    |        |
| 2017-2018 | BCM Gravelines Dunkerque (PROA)   |        |        |        |       |        |      |         |         |        |        |        |

## Clubs successifs
- 2008-2012 :  Buckeyes d'Ohio State (NCAA)
- 2012-2013 :  Obradoiro CAB (ACB)
- Novembre 2013-mars 2014 :  Warriors de Santa Cruz (D-League)
- Mars 2014-décembre 2014 :  Charge de Canton (D-League)
- Janvier 2015-juin 2015 :  Legends du Texas (D-League)
- 2015-2016 :  Walter Tigers Tübingen (BBL)
- 2016-2017 :  Limoges CSP (Pro A)
- 2017-décembre 2017 :  BCM Gravelines-Dunkerque (Pro A)
- Février-Juin 2018 :  BG 74 Göttingen (BBL)
- 2019 :  Lavrio (en) (D1 Grèce)

## Palmarès
- 2× Second-team All-Big Ten (2011, 2012)
- Third-team All-Big Ten (2010)
- Big Ten Freshman of the Year (2009)
- Big Ten All-Freshman team (2009)
- First-team Parade All-American (2008)
- McDonald's All-American (2008)